# Júlia Nyakó
Dans le nom hongrois Nyakó Júlia, le nom de famille précède le prénom, mais cet article utilise l’ordre habituel en français Júlia Nyakó, où le prénom précède le nom.
Júlia Nyakó, née le 20 février 1963 à Debrecen, est une actrice hongroise.

## Filmographie
Cinéma
- Köszönöm, megvagyunk, László Lugossy (1984)
- Uramisten, Péter Gárdos (1985)
- Az elvarázsolt dollár, István Bujtor (1985)
- La Saison des monstres, Miklós Jancsó (1987)
- Hamvadó cigarettavég (2001)
- Szerelem utolsó vérig, György Dobray (2002)
- Corps et Âme, Ildikó Enyedi (2017)